# 244
244 је била преступна година.

## Догађаји
- Битка код Мисичеа: Краљ Шапур I и његова иранска војска побеђују римску војску.
- Филип Арабљанин проглашава се савладарем и склапа контроверзни мир са Сасанидским царством, повлачећи се са њихове територије и дајући Шапуру 500.000 златника. Сасаниди окупирају Јерменију.
- Филип Арабљанин је признат од стране Римског сената као нови римски цар са почасном титулом Август. Он номинује свог сина Филипа II, 6 година, титулом Цезара и чини га наследником престола; даје свом брату Приску врховну власт (rector Orientis) у источним провинцијама; и почиње изградњу града Шахбе (Сирија) у провинцији свог рођења.
- Вазално горњомезопотамско краљевство Осроена је апсорбовано у Римско царство, а његов последњи владар је био Абгар (XI) Фархат Бар Ману.
- Битка код Сингшија: Шу Хан побеђује кинеску државу Цао Веј.
- Плотин, грчки филозоф, бежи од крвопролића које прати убиство Гордијана III и стиже до Антиохије. Назад у Риму оснива своју неоплатонистичку школу и привлачи ученике попут Порфирија, Кастриција Фирма и Евстохија Александријског.
- Садржај сребра у римском денару пада на 0,5 процената под царем Филипом I, са 28 процената под Гордијаном III.
- Последња фаза изградње синагоге Дура-Еуропос у стилу куће у Сирији, једне од најстаријих које су сачуване (зидне слике у Националном музеју Дамаска, Сирија).

### Фебруар
- 11. фебруар – Цар Гордијан III убијен је од стране побуњених војника у Заити (Месопотамија). У његов спомен је подигнут хумка у Каркемишу.

## Смрти
- Википедија:Непознат датум — Гордијан III, римски цар.